# Ómicron Gruis
Ómicron Gruis (ο Gru) es una estrella en la constelación de la Grulla de magnitud aparente +5,54.
De acuerdo a la nueva reducción de los datos de paralaje de Hipparcos, se encuentra a 100 años luz del sistema solar.

## Características
Ómicron Gruis una estrella blanco-amarilla de la secuencia principal de tipo espectral F4V con una temperatura efectiva de 6784 ± 61 K.
Sus características físicas son casi idénticas a las de φ Gruis —en esta misma constelación— o a las de λ Arae.
Su radio es un 63% más grande que el radio solar y gira sobre sí misma con una velocidad de rotación proyectada de 20,4 km/s.
En cuanto a su velocidad de rotación, las estrellas de la secuencia principal se dividen de forma bastante definida a una temperatura superficial de aproximadamente 6500 K; aquellas cuya temperatura está debajo de este valor giran lentamente, las que lo superan lo hacen mucho más deprisa. El motivo de ello es que las estrellas más frías como el Sol, en donde los gases se mueven turbulentamente de arriba abajo, generan campos magnéticos que son arrastrados por vientos. Estos campos magnéticos, actuando durante miles de millones de años, ralentizan la rotación de las estrellas más frías.
Ómicron Gruis, ligeramente por encima del límite de temperatura que separa ambos grupos, rota a diez veces más deprisa que el Sol, si bien este valor puede ser sensiblemente mayor en función de la inclinación de su eje respecto a la Tierra.
Ómicron Gruis posee un contenido metálico en torno al 70% del que tiene el Sol ([Fe/H] = -0,15).
Un 44% más masiva que el Sol, su edad se estima en 1100 millones de años. Al igual que la mayor parte de las estrellas de nuestro entorno, es una estrella del disco fino.

## Compañera estelar
Ómicron Gruis parece constituir un sistema estelar triple.
En primer lugar, es una binaria espectroscópica detectada como tal en 2009.
En segundo lugar, una tercera estrella —que no es la responsable de la variación de la velocidad radial de la primaria— ha sido resuelta a 0,4 segundos de arco, lo que equivale a una distancia real de 14,9 UA con la primaria.
Su diferencia de brillo de 4,7 magnitudes en banda K, implica que es una enana roja de tipo M3-4 con el 30% de la masa solar.